# Archipel de Ouapitagone
Archipel de Ouapitagone är en arkipelag i Kanada.   Den ligger i provinsen Québec, i den östra delen av landet, 1 300 km öster om huvudstaden Ottawa. Till arkipelagen hör Île de Ouapitagone, Île du Lac och ett stort antal småöar.